# Kanton Nantua
Nantua is een kanton van het Franse departement Ain. Het kanton maakt deel uit van het arrondissement Nantua.

## Gemeenten
Het kanton Nantua omvatte tot 2014 de volgende 12 gemeenten:
- Apremont
- Béard-Géovreissiat
- Brion
- Charix
- Lalleyriat
- Maillat
- Montréal-la-Cluse
- Nantua (hoofdplaats)
- Les Neyrolles
- Le Poizat
- Port
- Saint-Martin-du-Frêne

Bij de herindeling van de kantons door het decreet van 13 februari 2014, met uitwerking op 22 maart 2015, werden daar de volgende 6 gemeenten aan toegevoegd.
- Belleydoux
- Bellignat
- Échallon
- Géovreisset
- Groissiat
- Martignat

Op 1 januari 2016 werden de gemeenten Lalleyriat en Le Poizat samengevoegd tot de fusiegemeente (commune nouvelle)  en Le Poizat-Lalleyriat.